# Nicky Piper
Nicky Piper (* 5. Mai 1966 in Cardiff, Wales) ist ein ehemaliger Boxer im Halbschwergewicht. Obwohl er nie einen der Titel der großen Boxverbände gewinnen konnte, katapultierte er sich mit Kämpfen gegen namhafte Gegner wie Leeonzer Barber, Noel Magee, Nigel Benn und Dariusz Michalczewski ins Rampenlicht. Piper durfte zweimal um den Titel der WBO sowie einmal um den Titel der WBA und den Nationalen Titel der Commonwealth kämpfen, gewann aber keinen dieser Kämpfe.

## Profikarriere
Über Pipers Amateurkarriere ist wenig bekannt. Seinen ersten Profikampf bestritt er gegen Kevin Roper in Afan Lido. Er gewann den Kampf durch K. o. in der 2. Runde. Nach drei weiteren Aufbaukämpfen, von denen zwei durch K. o. endeten, bestritt er einen Kampf gegen Maurice Core. Ein Punktrichter wertete den Kampf zugunsten von Piper, während der andere den Kampf für Core und der letztere den Kampf als unentschieden wertete. Nach diesem Kampf bestritt Piper seine Kämpfe größtenteils in England. Nachdem er sechs Aufbaukämpfe gewinnen konnte, alle durch K. o., durfte er gegen den ehemaligen Cruisergewichtschampion Carl Thompson kämpfen.
Gegen Thompson musste er seine erste Niederlage hinnehmen. Piper, der Thompson während des Kampfes größtenteils auf Distanz halten konnte, musste nach mehreren starken Kopftreffern zugunsten von Thompson zu Boden. Nachdem er wieder aufstehen konnte, schickte ihn Thompson ein weiteres Mal heftig zu Boden, weshalb Piper vom Ringrichter aus den Kampf genommen wurde und Thompson durch TKO gewann.
Piper konnte weitere sechs Aufbaukämpfe gewinnen, drei davon durch K. o. Gegen Frank Eubank, mit dem er um den British Middelweight Title kämpfte, zeigte sich Piper schwach und konnte nur, dank erfolgreichen Konterschlägen, den Kampf dominieren. Nur drei Kämpfe später, kämpfte Piper nochmals um den British Middelweight Title, diesmal gegen Johnny Melfah. Im Gegensatz zum Kampf gegen Eubank, zeigte sich Piper stark und schickte Melfah in Runde fünf drei Mal zu Boden.
Seinen ersten berühmten Kampf bestritt Piper gegen den Amerikaner Nigel Benn um den Titel des WBC, einen der vier Weltverbände. Obwohl Piper als Außenseiter in den Kampf ging, zeigte er sich gegenüber Benn stark. Er brachte den amtierenden WBC Weltmeister sogar öfter an Rande einer Niederlage, doch die stärkeren Schläge und größtenteils auch sauberen Treffer des Titelverteidigers, brachten den Ringarzt dazu den schwer gekennzeichneten Piper aus dem Kampf zu nehmen.
Nach vier weiteren Kämpfen, von denen drei siegreich und einer unentschieden endeten, kämpfte er gegen den amtierenden Titelträger der WBO, Leeonzer Barber. Auch gegen Barber zeigte sich Piper stark, doch bereits nach den ersten Runden bestätigte sich die Vermutung, dass Piper den Kampf nicht siegreich verlassen würde. Barber konnte Piper in Runde fünf einmal und in Runde neun dreimal niederschlagen und gewann durch TKO.
Nach einem siegreichen Kampf gegen Charles Oliver erlitt Piper durch Crawford Ashley eine weitere Niederlage, in einen Kampf um den National Commonwealth Title. Nach einer sechs Kämpfe langen Siegesserie bestritt Piper den berühmtesten Kampf seiner Karriere.
Er kämpfte gegen den ungeschlagenen Weltmeister der WBO, WBA und IBF Dariusz Michalczewski, welcher zuvor Leeonzer Barber bezwingen konnte. Piper war chancenlos und versuchte sich durch mühsames klammern vor einer K.o.-Niederlage zu retten. Doch diese kam zustande. Michalczewski schickte Piper in der vierten Runde einmal, in der sechsten Runde einmal und in der neunten Runde ganze drei Mal zu Boden, weshalb Piper durch TKO verlor. Nach dieser Niederlage gab Piper seinen offiziellen Rücktritt vom aktiven Boxsport zurück.